# Pascal Boucherit
Pascal Boucherit (* 7. August 1959 in Angers) ist ein ehemaliger französischer Kanute.

## Karriere
Pascal Boucherit startete bei den Olympischen Spielen 1984 in Los Angeles im Vierer-Kajak und zog gemeinsam mit Didier Vavasseur, Philippe Boccara und François Barouh auf der 1000-Meter-Strecke jeweils als Gewinner ihres Vorlaufs und ihres Halbfinallaufs in den Endlauf ein. Diesen schlossen sie mit einer Rennzeit von 3:03,94 Minuten hinter dem siegreichen Team aus Neuseeland und dem schwedischen Vierer auf dem dritten Platz ab und gewannen damit die Bronzemedaille. Vier Jahre darauf in Seoul und auch bei den Olympischen Spielen 1992 in Barcelona startete er mit Philippe Boccara im Zweier-Kajak über 1000 Meter. 1988 wurden sie im Halbfinale disqualifiziert, nachdem sie zu Rennbeginn nicht rechtzeitig an der Startlinie waren. 1992 erreichten sie über den Hoffnungslauf erneut das Halbfinale und verpassten als Fünfte den Einzug in den Endlauf.
1985 wurde Boucherit gemeinsam mit Philippe Boccara in Mechelen im Zweier-Kajak über 1000 Meter Weltmeister. 1987 belegten sie in Duisburg in dieser Disziplin den zweiten Platz, während ihnen diesmal auf der 10.000-Meter-Distanz der Titelgewinn gelang. Diesen Erfolg wiederholten sie über 10.000 Meter dann nochmals 1991 in Paris.